# 姚卓然
姚卓然（1928年7月3日—2008年2月1日），綽號「小黑」（大黑為何應芬），人稱「香港之寶」，是1950年代到1960年代的香港著名職業足球員，1950年代尾與黃志強、何祥友及莫振華合稱「南華四條煙」。曾代表中華民國參加過羅馬奧運會及兩奪亞運會足球金牌。

## 球員生涯
姚卓然自小已在灣仔修頓球場踢球，1948年加入黑白小型足球隊。同年，在隊友陸達亨介紹下加盟傑志，最初被安排在乙組隊上陣，由於表現突出，半年後便獲提升上甲組，在甲組半季已迅速成名。球王李惠堂曾在《大公報》「球經釋疑」專欄中稱讚他：「其長處在控球純熟，路數縱橫，傳遞準確」。
1950年夏天，由於胡好離開傑志，球隊內部混亂，姚卓然遂決定離開母會，與朱永強聯袂轉投南華，於香港甲組足球聯賽對九巴一役一箭定江山，協助南華奪得冠軍，走出戰後初期的低潮，亦踏上個人足球事業高峰。姚卓然其後代表中華民國參加1954年及1958年兩屆亞運會足球賽，連續兩屆均於決賽擊敗南韓，奪得金牌。
姚卓然於1957年當選《德臣西報》主辦的第四屆全港最佳足球明星。繼後兩年均成功蟬聯，即連續三屆當選。
1960年，代表中華民國參加羅馬奧運會足球賽，並於最後一場分組賽對英國隊的賽事中射入兩球，僅以2-3僅敗。同年，離開南華，「下山」加盟東華，1961年重返母會傑志，1963年又重投東華，1965年轉會東昇，1967年加盟流浪。
姚卓然於1968年加盟元朗，擔任球員兼教練，在1969年5月4日聯賽煞科戰對流浪，姚卓然完場兩分鐘射入奠定勝局一球，協助元朗險勝4：3，獲得甲組聯賽殿軍後，以41歲高齡正式掛靴。1969年至70年球季起，姚卓然加盟丙組球隊鐵行，以教練兼球員身份帶領球隊由丙組踢上甲組。

## 退役生活
姚卓然球員時代曾是香港最高薪球員，年薪高達四萬港元。退役後，姚卓然亦曾擔任過教練，1970年起執教商業大軍鐵行，1973年兼任丙組球隊海蜂教練兼球員。鐵行於1975年宣布退出，姚卓然專心擔任海蜂教練，成功帶領海蜂於1976年首次升上甲組角逐。
1979年，姚卓然接掌東方。到了1981年重返南華，擔任技術顧問。1983年擔任流浪助教，1984年離職。
事實上，富商霍英東一向對姚卓然照顧有加，在他退役後亦為他安排過不少工作。可惜，姚卓然縱情聲色、揮霍無度，以致妻離子散，晚年靠向球圈人士賒借過活，晚景相當悽涼。
1996年，姚卓然因中風導致半身不遂後，一直在「香港仔余根強紀念療養院」長住，2008年2月1日，因天寒轉寒引起併發症逝世，享年80歲。

## 客串電影
姚卓然曾與其他球壇名將陳輝洪、朱永強及劉儀等，合演過一部名為《蠻女鬥七雄》的電影。

## 個人榮譽
- 全港最佳足球明星 三次（1957、1958及1959年）
- 香港廣播75年球壇榮譽大獎（2003年）
- 香港足球總會百周年紀念球星